# Budgie
Budgie는 GTK+(> 3.x)와 같은 그놈 기술을 사용하는 데스크톱 환경의 하나로서, Solus project 및 아치 리눅스, 만자로 리눅스, Ubuntu Budgie 등의 수많은 공동체의 기여자들에 의해 개발되었다. Budgie의 설계는 단순함과 우아함을 강조한다.

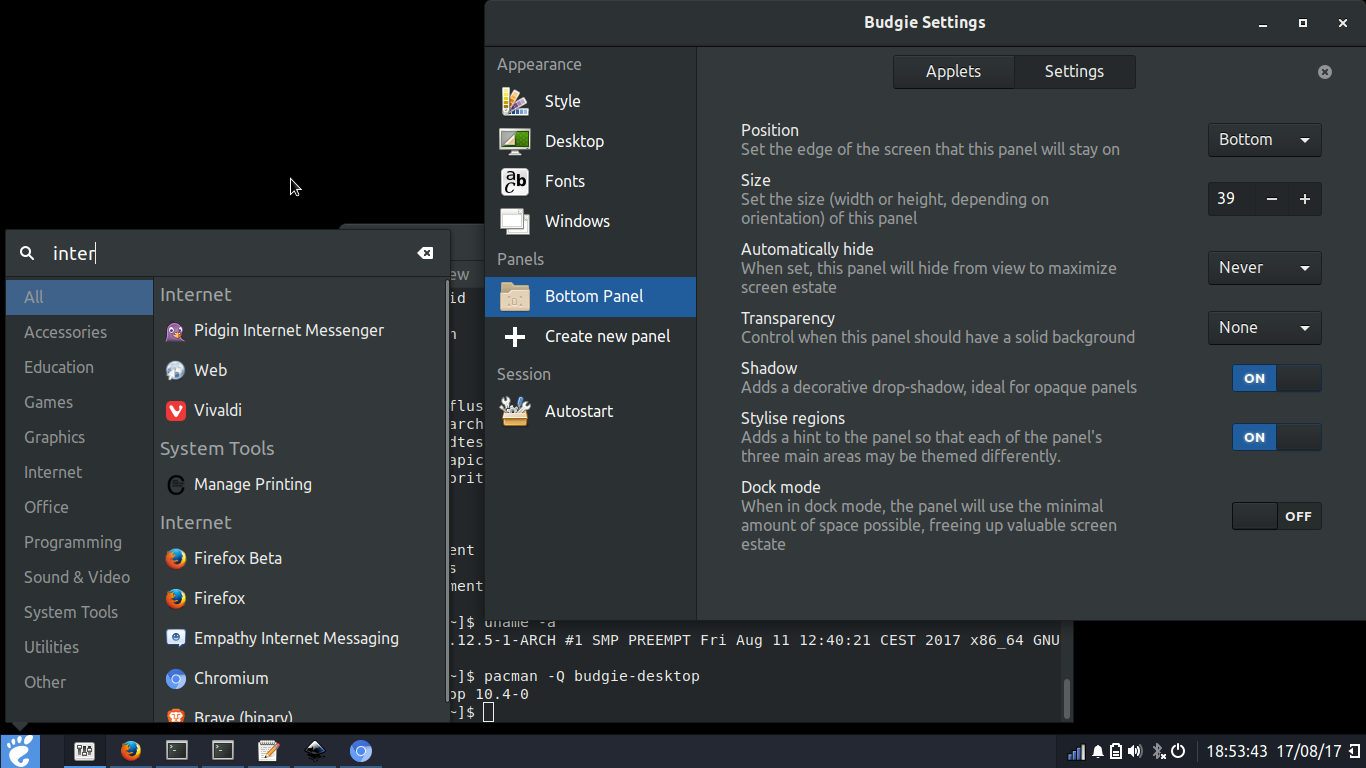
Budgie v10.4

## 응용 프로그램
Budgie 데스크톱은 그놈 스택과 밀접하게 연동되며 기반 기술을 채용함으로써 또다른 데스크톱 환경을 제공한다. Budgie 애플리케이션들은 일반적으로 GTK와 헤더 바(그놈 애플리케이션과 유사)를 사용한다.

## 역사
Budgie는 처음에 Evolve OS 리눅스 배포판을 위한 기본 데스크톱 환경으로 개발되었다. Evolve OS의 이름이 Solus로 변경된 이후 Budgie의 개발이 가속화되었다.
초기 버전의 Budgie는 속도가 느렸고 충돌하는 경향을 보였다. 시간이 지남에 따라 속도와 신뢰성이 개선되었다.
Budgie v1은 2014년 2월 18일, v10은 2015년 12월 27일 출시되었다. 그 뒤로 버저닝 스킴이 변경되어 현재 릴리스는 10.4이다.
버전 11을 기점으로 Budgie는 Qt로 재개발되며 웨이랜드를 사용하기 시작한다.

## 채택
아치
Budgie 데스크톱은 아치 리눅스의 커뮤니티 저장소를 통해 이용할 수 있으며 아치 사용자 저장소의 budgie-desktop-git로도 배포된다.
데비안
Budgie 데스크톱은 데비안 9 이후로 안정판 브랜치의 데비안의 주요 저장소에서 이용할 수 있다.
GeckoLinux
오픈수세 기반 배포판인 GeckoLinux는 GeckoLinux Budgie를 제공한다.
만자로
2015년 11월, 만자로 커뮤니티는 만자로 Budgie 15.11 공개를 발표하였고, 2016년 6월 14일 Manjaro Budgie 16.06.1의 이용이 가능하였다.
Solus
Solus의 주요 데스크톱 환경은 Budgie이다.
Ubuntu Budgie
최초 버전의 Ubuntu Budgie 배포판은 17.04였다. 공식 우분투의 한 스타일이었다. Ubuntu Budgie과 오리지널 우분투 17.04 배포판의 유일한 차이점은 Budgie가 기본 데스크톱 인터페이스라는 데 있다. 2017년 6월 기준으로, Ubuntu Budgie는 가장 대중적인 우분투 변종 가운데 하나로 속해있다.
보이드
Budgie 데스크톱은 현재 저장소의 보이드 리눅스(2018년 1월)에서 이용 가능하다.

## 같이 보기
- 그놈
- LXQt
- 마테 (소프트웨어)